# Aitern
Aitern  er en lille by i den sydvestlige del af den tyske delstat Baden-Württemberg; beliggende i landkreis Lörrach.
Aitern ligger i 580 til 1.078 meters højde i Aiternbachsdalen, ved østsiden af det 1.414 m høje bjerg Belchen i Naturpark Südschwarzwald.
- Wikimedia Commons har flere filer relateret til Aitern